# لويس مريديث
لويس مريديث (بالإنجليزية: Lois Meredith)‏ هي ممثلة أمريكية، ولدت في 26 يونيو 1897 في الولايات المتحدة، وتوفيت في 15 يناير 1967.

## وصلات خارجية
- لويس مريديث على موقع IMDb (الإنجليزية)
- لويس مريديث على موقع أول موفي (الإنجليزية)
- لويس مريديث على موقع قاعدة بيانات برودواي على الإنترنت (الإنجليزية)
- لويس مريديث على موقع قاعدة بيانات الفيلم (الإنجليزية)